# Paul Schilling von Cannstatt

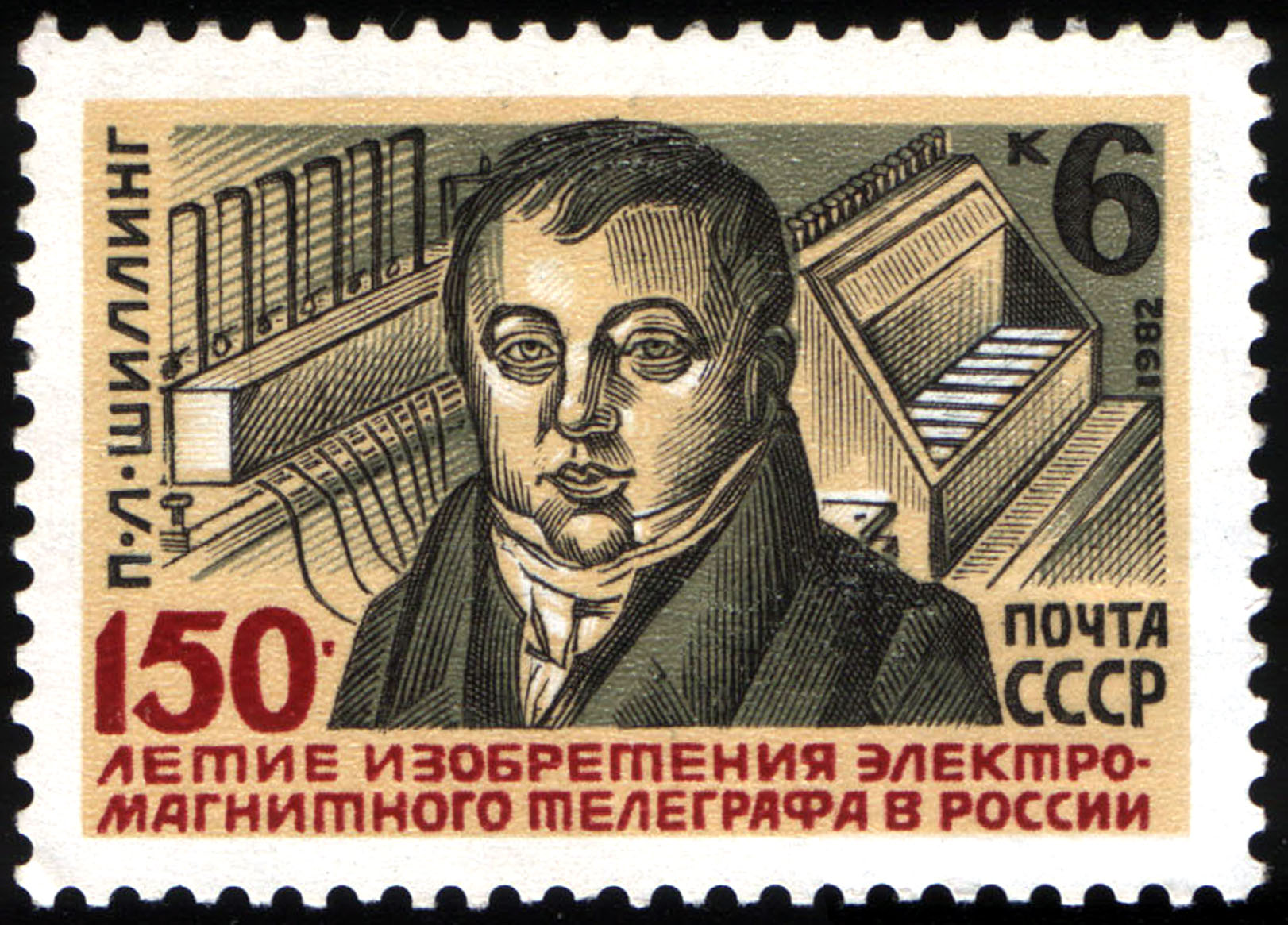
Paul Schilling von Cannstatt, sovjetiskt frimärke (1982).

Paul Ludwig Schilling von Cannstatt, född 16 april (gamla stilen: 5 april) 1786 i Reval, död 6 augusti 1837 (gamla stilen: 25 juli) i Sankt Petersburg, var en rysk (balttysk) ingenjör. 
Schilling von Cannstatt, som var statsråd i Sankt Petersburg, uppfann den första med elektrisk tändning konstruerade minan (1812), löste praktiskt problemet med nåltelegrafen och utlade den första undervattenstelegrafkabeln (i Neva, 1836).
Asteroiden 7450 Shilling är uppkallad efter honom.